# 长治市城区文物保护单位
长治市城区文物保护单位，是根据《中华人民共和国文物保护法》的规定，由山西省长治市城区人民政府公布的县级文物保护单位。至今长治市城区已公布两批县级文物保护单位：
- 第一批：2006年，名单不详[1]
- 第二批：2012年1月21日，共22处，包括[2]：
  - 古遗址（4处）
  - 古墓葬（1处）
  - 古建筑（9处）
  - 石窟寺及石刻（2处）
  - 近现代重要史迹及代表性建筑（6处）

## 列表
| 名称                     | 编号 | 分类                       | 年代               | 地址                               | 公布时间      | 图像 |
| ------------------------ | ---- | -------------------------- | ------------------ | ---------------------------------- | ------------- | ---- |
| 北石槽遗址               |      | 古遗址                     | 新石器时代、夏     | 城区五马街道北石槽村               | 2012年1月16日 |      |
| 喜峰遗址                 |      | 古遗址                     | 新石器时代、夏、商 | 城区五马街道喜峰村                 | 2012年1月16日 |      |
| 潞州城墙遗址（三处）     |      | 古遗址                     | 明、清             | 城区果品公司、府后西街、长治干休所 | 2012年1月16日 |      |
| 正西社区城址             |      | 古遗址                     | 明                 | 城区西街街道正西社区               | 2012年1月16日 |      |
| 秦家庄墓地               |      | 古墓葬                     | 清                 | 城区五马街道秦家庄村               | 2012年1月16日 |      |
| 桃园天主堂               |      | 古建筑                     | 清                 | 城区常青街道桃园村                 | 2012年1月16日 |      |
| 潞安府衙二堂院           |      | 古建筑                     | 明、清             | 城区西街街道上党门社区             | 2012年1月16日 |      |
| 中山头一号民居           |      | 古建筑                     | 清                 | 城区五马街道中山头村               | 2012年1月16日 |      |
| 中山头二号民居           |      | 古建筑                     | 清                 | 城区五马街道中山头村               | 2012年1月16日 |      |
| 北董前庵庙               |      | 古建筑                     | 明                 | 城区五马街道北董村                 | 2012年1月16日 |      |
| 长子门赵氏宅院           |      | 古建筑                     | 清                 | 城区常青街道长子门村               | 2012年1月16日 |      |
| 长子门上街24号民居       |      | 古建筑                     | 清                 | 城区常青街道长子门村               | 2012年1月16日 |      |
| 东大街灵显庙             |      | 古建筑                     | 清                 | 城区东街街道东关社区               | 2012年1月16日 |      |
| 南山头伍国都龙王庙       |      | 古建筑                     | 明                 | 城区五马街道南山头村               | 2012年1月16日 |      |
| 南山头造像               |      | 石窟寺及石刻               | 明                 | 城区五马街道南山头村               | 2012年1月16日 |      |
| 南山头摩崖石刻           |      | 石窟寺及石刻               | 元                 | 城区五马街道南山头村               | 2012年1月16日 |      |
| 侵华日军潞安陆军医院旧址 |      | 近现代重要史迹及代表性建筑 | 1939年             | 城区西街街道上党门社区府上街       | 2012年1月16日 |      |
| 和平东路侵华日军碉堡     |      | 近现代重要史迹及代表性建筑 | 1939年             | 城区常青街道华东菜场和平东街       | 2012年1月16日 |      |
| 长治锻压机械厂大食堂     |      | 近现代重要史迹及代表性建筑 | 1958年             | 城区太西街道城西中路社区           | 2012年1月16日 |      |
| 长治粮食机械厂办公楼旧址 |      | 近现代重要史迹及代表性建筑 | 1965年             | 城区太西街道广场西社区             | 2012年1月16日 |      |
| 南山头忠字照壁           |      | 近现代重要史迹及代表性建筑 | 1966年             | 城区五马街道南山头村               | 2012年1月16日 |      |
| 长治市八一广场观礼台     |      | 近现代重要史迹及代表性建筑 | 1969年             | 城区太西街道桥北社区               | 2012年1月16日 |      |